# آکواریوم (بازی ویدئویی)
آکواریوم (انگلیسی: Aquaria) یک بازی ویدئویی اکشن-ماجرایی تک‌نفره برای سکوهای ویندوز، اواس ده، لینوکس، آی‌اواس، اندروید می‌باشد که توسط بیت بلات توسعه و بیت بلات و امبورشیا سافت‌ویر نشر پیدا کرده است.
این بازی اولین بار در ۴۷ دسامبر ۲۰۰۷ به صورت توزیع دیجیتال منتشر شد.